# François Ernest Edmond Germain
Pour les articles homonymes, voir Germain.
François Ernest Edmond Germain (1861-1929) est général de division français.